# 新科雷古
新科雷古是巴西米纳斯吉拉斯州的一个市镇。总面积198.035平方公里，总人口3155人，人口密度15.9人/平方公里。